# وقتی حامله هستی باید منتظر چه چیزی باشی
وقتی حامله هستی باید منتظر چه چیزی باشی (به انگلیسی: What to Expect When You're Expecting) یک فیلم کمدی رمانتیک محصول سال ۲۰۱۲ آمریکا به کارگردانی کرک جونز و براساس کتابی به همین نام است. در این فیلم کامرون دیاز، جنیفر لوپز، الیزابت بنکس، چیس کرافورد، بروکلین دکر، آنا کندریک، متی موریسون، دنیس کواید، کریس راک و رودریگو سانتورو به ایفای نقش می‌پردازند. این فیلم در ۱۸ می ۲۰۱۲ توسط لیونز گیت اکران شد.
داستان فیلم در مورد ۵ زن و شوهر می‌باشد که در انتظار فرزندان خود هستند. این ۵ زوج بعداً هر یک به نحوی با هم ارتباط پیدا می‌کنند.